# Comtat de Solano
El comtat de Solano és un comtat dels Estats Units d'Amèrica a l'estat de Califòrnia. Segons el cens del 2020, la població del comtat era de 453.491 habitants. La seva capital és la ciutat de Fairfield. Situat al centre de l'estat a mig camí entre les ciutats de San Francisco i Sacramento, és un dels onze comtats originals de l'estat.

## Geografia
Segons l'Oficina del Cens dels Estats Units, la seva superfície total és de 2348 km², dels quals 2148 km² són terrestres i 201 km² (o 8,55 %) de masses d'aigua.

### Principals ciutats
- Benicia

- Dixon

- Fairfield

- Rio Vista

- Suisun City

- Vacaville

- Vallejo

## Demografia
| 1r abril 2010 | 1r juliol 2010 | 1r abril 2020 |
| 413.344       | 414.119        | 453.491       |

| 1850 | 1860 | 1870  | 1880  | 1890  | 1900  | 1910  | 1920  | 1930  | 1940  | 1950   | 1960   | 1970   | 1980   | 1990   | 2000   | 2010   | 2020   |
| ---- | ---- | ----- | ----- | ----- | ----- | ----- | ----- | ----- | ----- | ------ | ------ | ------ | ------ | ------ | ------ | ------ | ------ |
| 580  | 7169 | 16871 | 18475 | 20946 | 24143 | 27559 | 40602 | 40834 | 49118 | 104833 | 134597 | 169941 | 235203 | 340421 | 394542 | 413344 | 453491 |